# کنت سیتی (فلوریدا)
کنت سیتی (به انگلیسی: Kenneth City) شهرکی در شهرستان پاینلاس ایالت فلوریدا است که در سال ۱۹۵۷ بنیان‌گذاری شده‌است. این شهرک طبق سرشماری سال ۲۰۱۰ میلادی، ۴٬۳۴۷ نفر جمعیت داشته و مساحت آن نیز ۱٫۹ کیلومتر مربع است.